# Oberkorn
Oberkorn o Obercorn (in lussemburghese Uewerkuer) è una frazione del comune lussemburghese di Differdange,nel Cantone di Esch-sur-Alzette.

## Geografia
Insieme ai comuni soppressi di Niederkorn e Lasauvage (diventati anch'essi frazioni) è stato assorbito al comune di Differdange che grazie alla nuova estensione più ampia ha ottenuto lo status onorifico di città.
Nell'area di Oberkorn nasce il Chiers,un affluente della Mosa.

## Citazioni di Oberkorn
I Depeche Mode hanno inciso un brano musicale (contenuto nel lato B del loro singolo The Meaning of Love) intitolato Oberkorn (It's A Small Town), che si riferisce alla località. Anche il famoso gruppo spagnolo di techno OBK si riferisce indirettamente alla località.

## Infrastrutture e trasporti
A Oberkorn si trova anche la Oberkorn Gare (lussemburghese:Uewerkuer Statioun) della Linea 6f Esch-sur-Alzette - Pétange della Société nationale des chemins de fer luxembourgeois (CFL).